# جوناثان هارفي (كاتب)
جوناثان هارفي (بالإنجليزية: Jonathan Harvey)‏ هو كاتب وكاتب سيناريو بريطاني، ولد في 13 يونيو 1968 في ليفربول في المملكة المتحدة.

## وصلات خارجية
- جوناثان هارفي على موقع IMDb (الإنجليزية)
- جوناثان هارفي على موقع ديسكوغز (الإنجليزية)
- جوناثان هارفي على موقع قاعدة بيانات الفيلم (الإنجليزية)